# 利園 (遊樂場)

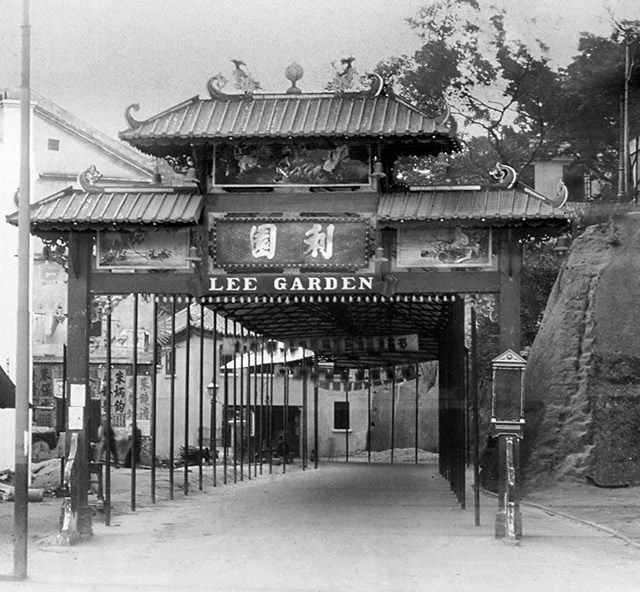
1920年代的利園牌坊

利園（英語：Lee Garden）是一座原本位於香港銅鑼灣利園山的遊樂場。1923年，利希慎以380萬從怡和洋行手中購入東角山，原計劃建造鴉片提煉廠，但受全球禁煙潮流影響，便改變用途作為遊樂場。遊樂場於1925年開張，內有戲院、酒樓等設施，設有魔術、雜耍等表演，直接搶走另外幾家遊樂場的生意，令名園和太白樓等遊樂場幾年後關門歇業。
1920至1930年代，利園還是一個達官貴人開會宴客的地方。當中比較盛大的一次是在1927年，時任香港總督金文泰在利園接見了曾任清朝國史館總纂的翰林賴際熙，以慶祝香港大學中文學院成立。同場的還有議政局第一名華人議員周壽臣、立法局非官守議員羅旭龢，以及東亞銀行創辦人馮平山等，晚宴結束後利希慎則帶領賓客前往利舞臺觀賞粵劇。
不過，自從隔壁的利舞臺開張後，利園已經停止運營，最終於1931年停業。其後作為活動場地，其中1934年為東華三院籌款特別開放。第二次世界大戰結束后，利園山移平為地產項目，其中利園被拆除，改建為利園酒店。